# Дубровка (сільське поселення Батецьке)
Дубровка (рос. Дубровка) — присілок у Батецькому районі Новгородської області Російської Федерації.
Населення становить 16 осіб. Належить до муніципального утворення Мойкинське сільське поселення.

## Історія
До 1927 року населений пункт перебував у складі Новгородської губернії. У 1927-1944 роках перебував у складі Ленінградської області.
Орган місцевого самоврядування від 2010 року — Мойкинське сільське поселення.

## Населення
1. Н/Д[2]